# 佐藤奏美
佐藤奏美（7月16日—）是日本女性聲優，Across Entertainment所屬。岩手縣出身。

## 出演作品
- 粗體字為主要角色

### 電視動畫
2009年
- 動物偵探奇魯米（松村）
- BASQUASH!（播報員）

2010年
- FAIRY TAIL（村裡的少女、露露、雙子星）

2011年
- 歌之王子殿下♪ MAJI LOVE1000%（綾乃、學生、女子、女子姐妹、女學生、醫院裡公告、播報員、觀眾）
- 臨死！！江古田（創傷猛獸、女高中生C）
- 聖痕鍊金士II（女學生Y）
- 世界一初戀（來賓）
- Double-j（長宗我部彩）
- 妖怪少爺～千年魔京～（妖怪女）
- FAIRY TAIL（貝爾艾托奇亞）

2012年
- Campione 弒神者！～不順從之神與弒神的魔王～（卡蓮·楊格洛夫斯基）
- K（因幡澄香、女子）
- 戀愛與選舉與巧克力（新娘、女學生B）
- 戰國Collection（二川）
- （雪）
- 羅馬浴場（打靶客人2、小孩）
- FAIRY TAIL（艾恰艾托）
- 希望宅邸（由瑠目母親）
- 直笛與背包（敦志母親）

2013年
- 惡之華
- 革神語（女高中生）
- 歌之王子殿下♪ MAJI LOVE2000%（蓮〈少年〉）
- 穿透幻影的太陽（看護師）
- 武士弗拉明戈（女性A）
- 記錄的地平線（愛希琳）
- 我不受歡迎，怎麼想都是你們的錯！（速食店店員、情侶學生〈女〉、女中學生、大松、漂亮公主聲音、喪魔女、小學女生）

2014年
- 斬！赤紅之瞳（亞里亞）
- 女友伴身邊（播報聲）
- 武士弗拉明戈（碧的義理姐姐）
- 世界征服 謀略之星（OL）
- 宇宙浪子2（女教師、人魚、貴族〈女〉、雪女）
- 約會大作戰Ⅱ（岡峰美紀惠、cA）
- 流浪神差（紝巴）
- 排球少年！！（綾、烏野女子B）
- 幕末Rock（經紀人）
- FAIRY TAIL（雙魚座〈母〉）
- 黑色子彈（合成音聲）
- 鬼燈的冷徹（電視聲、唐瓜的姐姐、照大神的侍女、侍女、獄卒、女、鞠、五官王）
- 魔法少女大戰（女子、秋保美里）
- 記錄的地平線 第二期（浮世、茄紅素）
- 哆啦A夢（女孩子、母親、投手）

2015年
- 俺物語！！（柚葉）
- 忍者亂太郎（夢中的食物、結髮客人）
- 百合熊風暴（世界史女性教師、學生1、熊母親3、同伴2）
- The Rolling Girls（堇、椎名）
- 無頭騎士異聞錄 DuRaRaRa!!×2 轉（女性、女子播報聲）
- 流浪神差 ARAGOTO（紝巴、女性職員、被害者母親）
- 一拳超人（英雄協會職員、緊急放送、英雄協會特別審查委員）
- Dance with Devils（蛋糕店店員、立華瑪爾塔）

2016年
- 排球少年！！第二季（綾）
- 新我們這一家（中學生女子A、辣妹B）
- B-PROJECT〜鼓動＊Ambitious〜（年輕老闆娘）
- 91Days（艾蕾娜）
- 排球少年！！烏野高中VS白鳥澤學園高中（綾、女學生）

2017年
- SUPER LOVERS 2（山本）
- 雛子的筆記（雛子的母親）

### OVA
2012年
- 乃木坂春香的秘密 Finale♪（女學生）
- 純情羅曼史（小孩）※漫畫第16卷限定版premium動畫附DVD

2013年
- 少女與戰車（亞莉娜#5）

2014年
- 無邪氣樂園（小夜）※漫畫第6卷 特典DVD
- 这個男子，正為石化所惱。（竹原、校內廣播之聲）

2015年
- 鬼燈的冷徹（鞠）

2016年
- 一拳超人 #03「太過彆扭的忍者」（小野）
- 流浪神差「一起拍照吧」（廣播）※單行本第16卷限定版附贈DVD

### 網路動畫
2015年
- 動畫心療系（女）

### 劇場版動畫
2013年
- 春HAL（眼鏡）

2015年
- 哆啦A夢：大雄的宇宙英雄記（女孩子）
- 蠟筆小新：我的搬家物語 仙人掌大襲擊（吉娃娃）
- 劇場版:約會大作戰萬由里審判 (岡峰美紀惠)

2016年
- 蠟筆小新：爆睡！夢世界大作戰（園兒B）
- 你的名字。

### 遊戲
2014年
- 約會大作戰 或守Install（岡峰美紀惠）

2015年
- 約會大作戰 Twin Edition 轉世凜緒（岡峰美紀惠）

### RADIO
RADIO DRAMA
- VOMIC 靈能力者 小田霧響子的謊言（留美）
- VOMIC 我與魔女的實驗時間（綴緣治〈幼少〉）

## 外部連結
- I'm Enterprise公開簡歷（日語）
- ACROSS ENTERTAINMENT公開簡歷（日語）
- 佐藤奏美的X（前Twitter）（日語）